# Trematolobelia grandifolia
Trematolobelia grandifolia là loài thực vật có hoa trong họ Hoa chuông. Loài này được (Rock) O.Deg. miêu tả khoa học đầu tiên năm 1934.